# William Bonnet

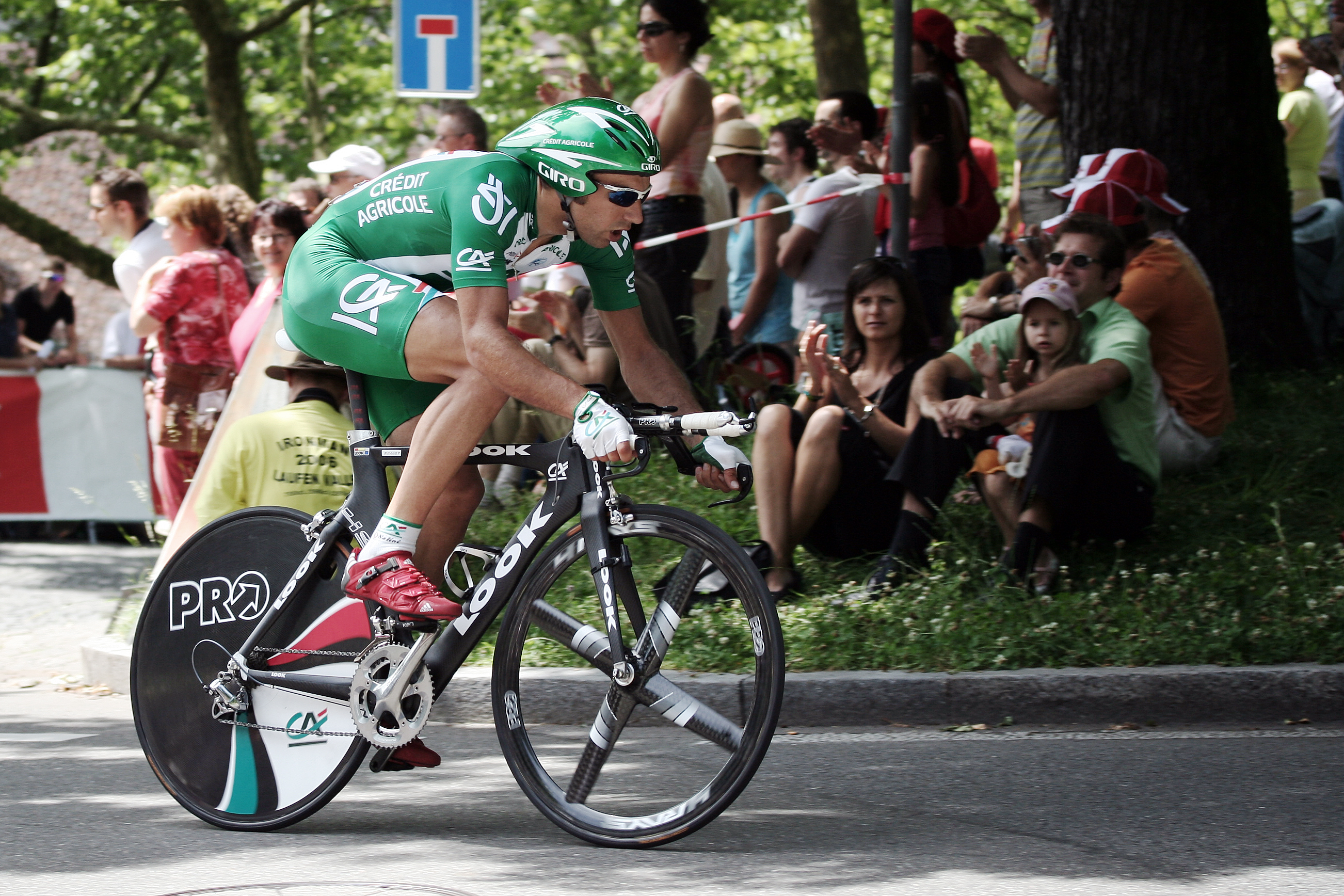

William Bonnet (ur. 25 czerwca 1982 w Saint-Doulchard) – francuski kolarz szosowy, zawodnik należącej do dywizji UCI WorldTeams drużyny FDJ.

## Najważniejsze osiągnięcia

### kolarstwo torowe
2000
- 2. miejsce w mistrzostwach świata do lat 19 (wyścig druż. na dochodzenie)

### kolarstwo szosowe
2005
- 1. miejsce na 1. etapie Paris-Corrèze

2006
- 3. miejsce w Grand Prix de Wallonie

2008
- 1. miejsce w Tour de le Somme
- 1. miejsce w Grand Prix d’Isbergues
- 7. miejsce w Vattenfall Cyclassics

2010
- 1. miejsce na 2. etapie Paryż-Nicea
- 10. miejsce w Ronde van Vlaanderen

2011
- 6. miejsce w E3 Harelbeke

## Starty w Wielkich Tourach
| Grand Tour | 2006 | 2007 | 2008 | 2009 | 2010 | 2011 | 2012 | 2013 | 2014 | 2015 | 2016 |
| ---------- | ---- | ---- | ---- | ---- | ---- | ---- | ---- | ---- | ---- | ---- | ---- |
| Giro       | 111. | -    | -    | -    | DNF  | -    | DNS  | -    | -    | -    | -    |
| Tour       | -    | 109. | 102. | 128. | -    | HD   | -    | DNF  |      | DNF  | 127. |
| Vuelta     | -    | -    | -    | 109. | 111. | -    | 152. | -    | -    | -    | -    |